# Heteroplocamus pacificus
Heteroplocamus pacificus is een slakkensoort uit de familie van de Polyceridae. De wetenschappelijke naam van de soort is voor het eerst geldig gepubliceerd in 1884 door Bergh.